# Xã Arbana, Quận Stone, Arkansas
Xã Arbana (tiếng Anh: Arbana Township) là một xã thuộc quận Stone, tiểu bang Arkansas, Hoa Kỳ. Năm 2010, dân số của xã này là 861 người.